# Marie Julie Nguetse
Marie Julie Nguetse, née à Bafou dans la région de l’Ouest au Cameroun, est une enseignante et comédienne camerounaise.

## Biographie

### Enfance et formation
Marie Julie Nguetse fait ses études primaires à l’école annexe de l’école normale de Bafoussam où elle obtient le CEPE en 1978. Son cursus secondaire débute en 1978 au CES de Bafoussam et s'achève en 1987 au lycée classique de Bafoussam.
En 2000, elle entre à l’Université de Douala et deux ans plus tard, elle obtient une licence en lettres modernes française option psychologie.
En 2005, elle obtient une maitrise en lettre moderne française et quatre ans plus tard, elle obtient le DEA dans la même université.
En 2011, elle entre à l’université de Yaoundé et fait le troisième cycle de doctorat en langue française[réf. souhaitée]. 

### Carrière
Après ses études universitaires, elle consacre sa carrière dans l'enseignement  en langue française tout en menant une vie d'écrivain. À côté de son métier d'enseignante, Marie Julie Nguetse est passionnée de littérature française. Elle écrit du roman, de la poésie et du scénario[réf. souhaitée]. 

## Œuvres
- D’amour et de flèches, éditions du CRAC et Passerelles Éditions, Abidjan, 1998, 141 pages[2],[3].
- Graine de Sang, éditions Sherpa, Yaoundé, 2002, 203 pages[2],[4].
- Le péché des agneaux, éditions Dianoïa (groupe Presses Universitaires de France), 2007[2].
- Lisières enchantées, éditions l’Harmattan, 2008[2],[5]

- Marie Julie Nguetsé, Le ciel des amours captifs : roman, Éditions Sopécam, 2012 (ISBN 978-2-9536639-0-7, 2-9536639-0-8 et 978-2-9536639-1-4, OCLC 798437932, lire en ligne)[6]